# 26 Pułk Piechoty (austro-węgierski)

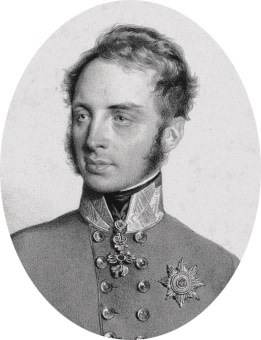
Szef pułku Ferdinand Karl Victor von Österreich-Este

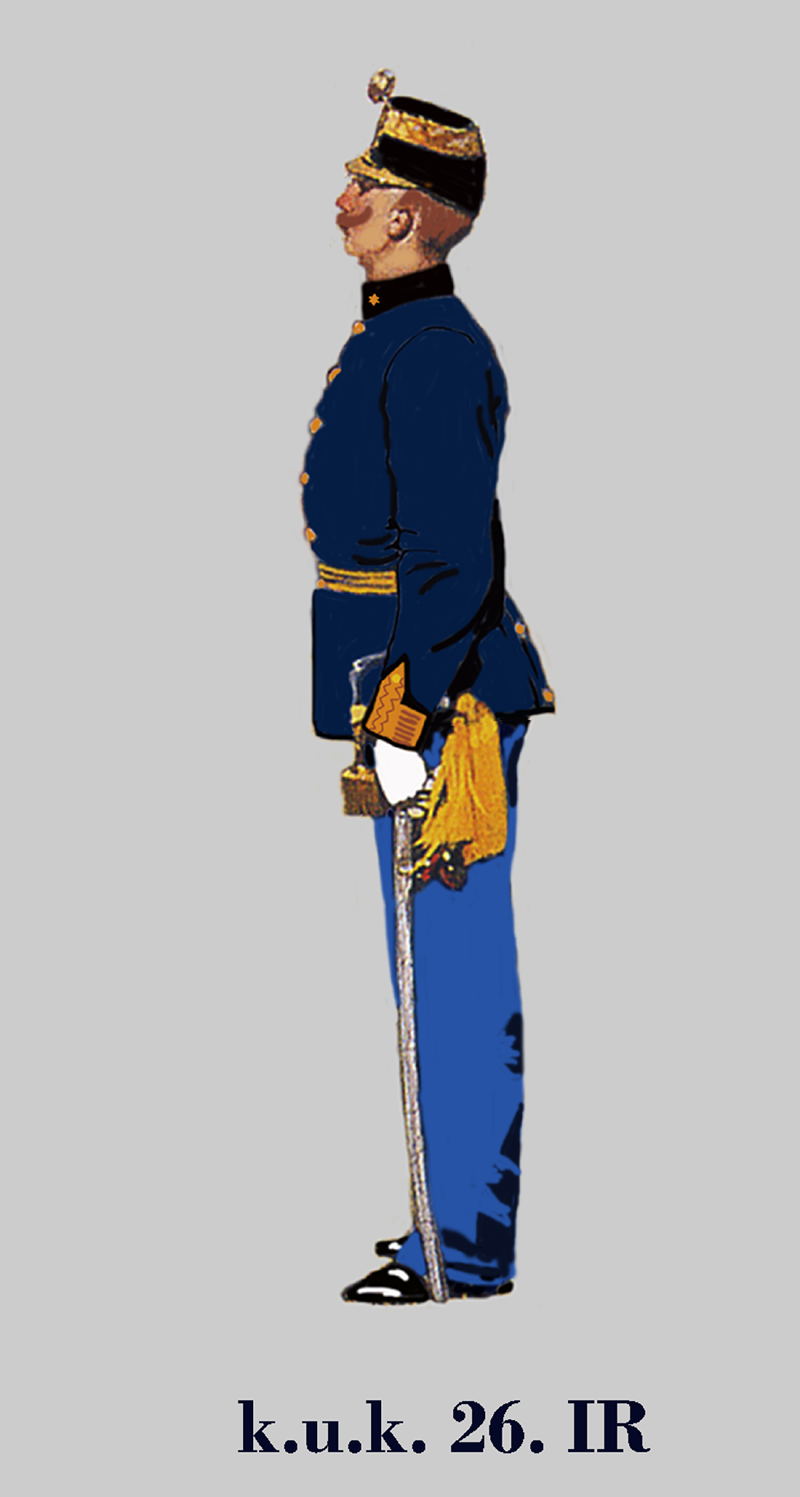
Podporucznik IR. 26 w mundurze paradnym

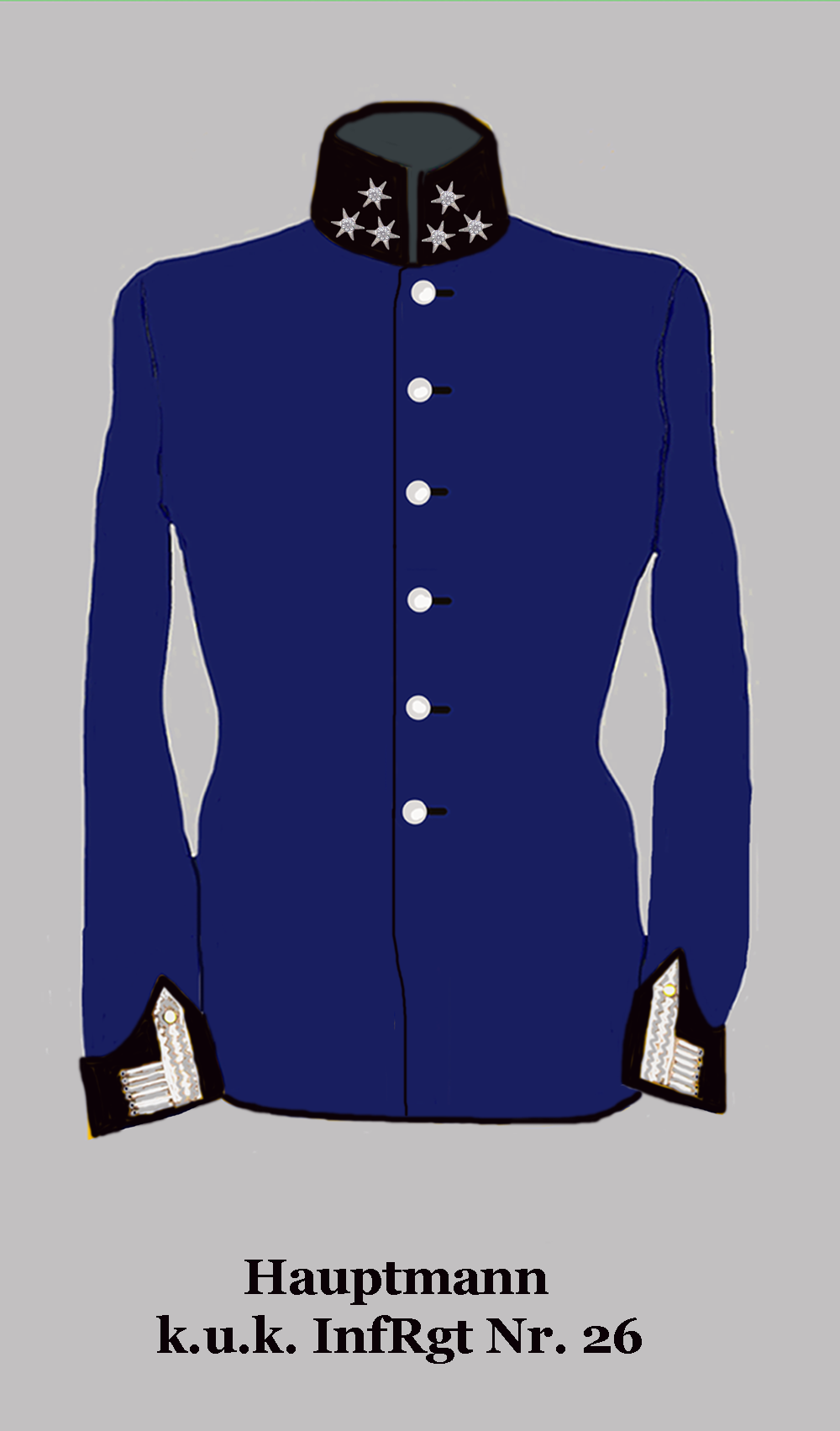
Kurtka munduru kapitana IR. 26

Węgierski Pułk Piechoty Nr 26 (niem. Ungarisches Infanterieregiment Nr. 26) – pułk piechoty cesarskiej i królewskiej Armii.

## Historia pułku
Pułk kontynuował tradycje pułku utworzonego w 1717 roku. 
Okręg uzupełnień nr 26 Ostrzyhom (węg. Esztergom, niem. Gran) na terytorium 5 Korpusu.
Kolory pułkowe: czarny, guziki złote. 
Skład narodowościowy w 1914 roku 53% – Węgrzy, 38% – Słoweńcy.
W 1873 roku sztab pułku stacjonował w Czeskich Budziejowicach, komenda uzupełnień oraz batalion zapasowy w Ostrzyhomiu.
W latach 1903–1905 komenda pułku razem z 2. i 4. batalionem stacjonowała w Győr, 3. batalion w Ostrzyhomiu, a 1. batalion był detaszowany na terytorium 15 Korpusu do Rogaticy.
W latach 1906–1914 pułk stacjonował w Győr, z wyjątkiem 3. batalionu, który załogował w Ostrzyhomiu, i wchodził w skład 65 Brygady Piechoty należącej do 33 Dywizji Piechoty.

## Szefowie pułku
Kolejnymi szefami pułku byli:
- książę Niderlandów, a od 1815 roku król Zjednoczonych Niderlandów Wilhelm I (1814 – 1840, abdykacja),
- arcyksiążę, generał major Ferdinand Karl Victor von Österreich-Este (1844 – †15 XII 1849),
- wielki książę Rosji Michał Romanow (1852 – †18 XII 1909),
- FZM Viktor Schreiber (od 1910)[1].

Drugimi szefami pułku byli:
- FZM Johann Philipp Faber von Ehrenbreitstein (1819 – †5 III 1844),
- FML Anton Schick von Siegenburg (1844 – †10 I 1853),
- FML Johann von Susan (1853 – †18 I 1887)[1].

## Komendanci pułku
- 1873 – płk Philipp Grunne
- 1903 – płk Eduard Ritter v. Schweitzer
- 1904-1905 – płk Franz Marenzi v. Tagliuno und Talgate Markgraf von Val Oliola Freih. v. Marenzfeldt und Scheneck
- 1906-1909 – płk Josef von Weber
- płk Josef Mark (1911 – 1914[1])
- płk Livius Borotha von Trstenica (1914)